# Skarpsallingkarret

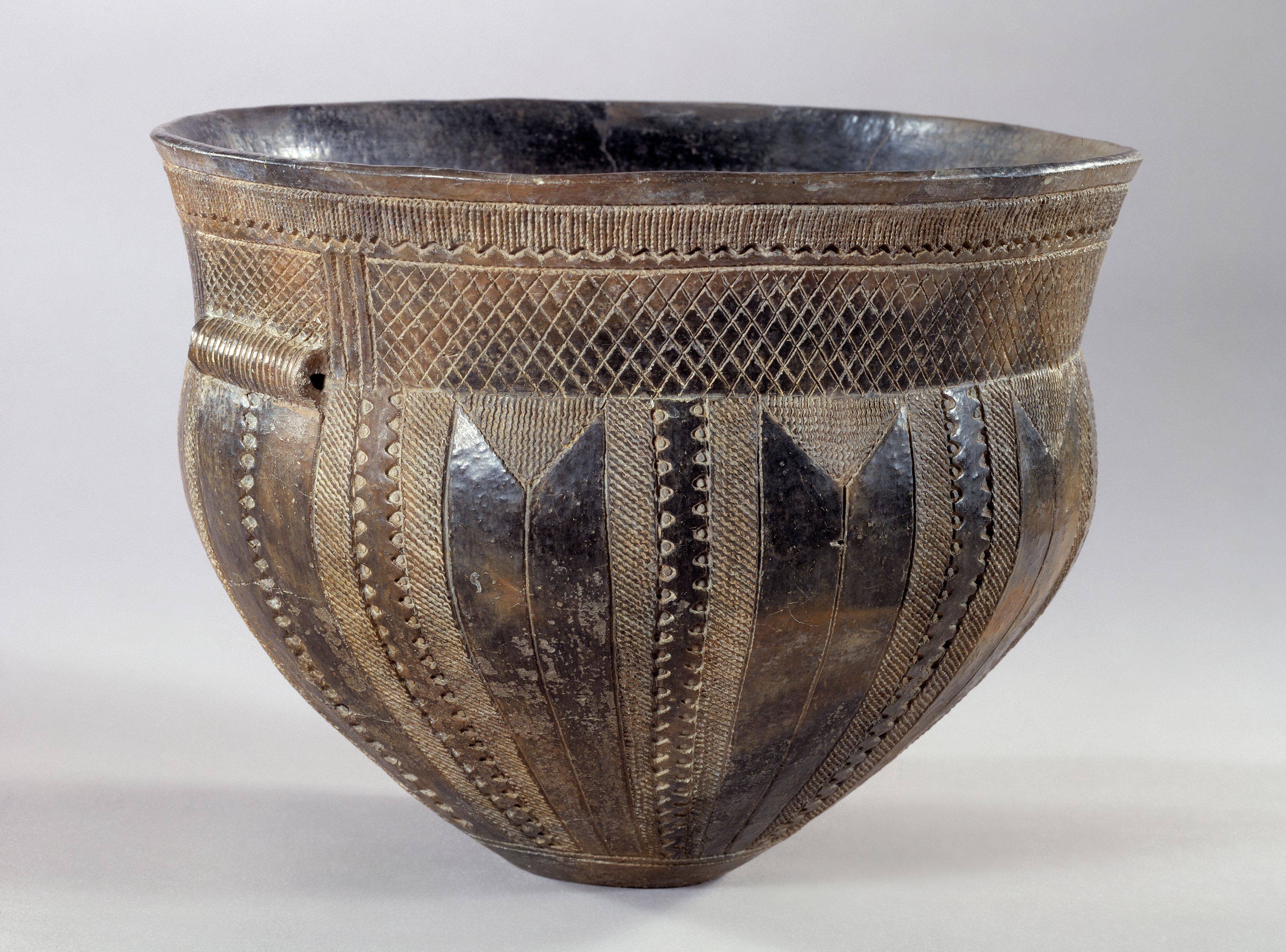
Skarpsallingkarret

Das als Skarpsallingkarret bekannt gewordene Keramikgefäß stammt aus einem etwa 5200 Jahre alten Ganggrab bei Skarp Salling in der Oudrup Hede, 18 km nordwestlich von Aars in Himmerland im nördlichen Teil Jütlands (Dänemark). Das Tongefäß ist, seine Dekoration und die technische Ausführung betreffend, äußerst hochwertig. Es gilt als die „schönste Steinzeitkeramik nördlich der Alpen“. Abgesehen von einer kleinen Beschädigung am Rand ist es intakt. Die Höhe des Trichterbechers beträgt 19,5 cm.
Form und Verzierung gehören in die so genannte Troldebergphase am Beginn der Megalithzeit der Trichterbecherkultur (TBK). Die horizontal ausgerichtete Dekoration besteht aus einem umlaufenden Band von vertikalen Mustern und breiten mit Linien schraffierten Flächen. Die Hauptdekorationen sind breite vertikale, schmucklose aber glänzende Streifen, die perfekt in die umlaufenden Zonen gruppiert sind. Das Dekor wurde mit der Kante einer Herzmuschel und mit einem Vogelknochen ausgeführt. Zwei breite horizontale Ösen zeigen, dass das Gefäß aufgehängt werden konnte.
Das Tongefäß wurde im Sommer 1891 (im selben Jahr wie der Kessel von Gundestrup) in einem 32 ha großen Heideabschnitt gefunden und kam im Jahr 1892 ins Nationalmuseum. Das Gebiet südlich und südöstlich von Løgstør ist bezüglich der Anzahl der Ganggräber eines der reichsten in Dänemark. Fast alle wurden Ende des 18. und Anfang des 19. Jahrhunderts dem Bau von Eisenbahnen und Straßen geopfert.
Im Jahr 1935 wurde der Hügel zwischen Kiefern erkannt. Er kann ursprünglich etwa 25 m lang und drei bis vier Meter hoch gewesen sein. An einem Ende war eine fünf bis sechs Meter große Eintiefung, die als Rest eines etwa fünf Meter langen Ganggrabes mit teilweise erhaltenem Zugang identifiziert wurde.
Das Gefäß wird als Motiv auf den seit 2009 in Umlauf befindlichen dänischen 50-Kronen-Scheinen verwendet.
Ein ähnlich perfekter Fund ist der Ösenbecher von Flötz in Zerbst, der der Altmärkischen Gruppe der Tiefstichkeramik zugeordnet wird.